# Доусон, Чед
Чед До́усон (англ. Chad Dawson; род. 13 июля 1982 года, Хартсвилл, Южная Каролина, США) — американский боксёр-профессионал, выступающий в полутяжёлой весовой категории. Бывший чемпион мира в полутяжёлой (версия WBC, 2007—2008;2012; версия IBF, 2008—2009, версия «The Ring», 2012) весовой категории.

## Любительская карьера
На любительском ринге Доусон провёл 80 поединков, 67 выиграл.
В 1998 году взял серебряную медаль на юношеских олимпийских играх. В 1999 году взял бронзовую медаль на чемпионате США в весовой категории до 156 фунтов. В 2000 году выиграл чемпионат США в весовой категории 165 фунтов.
В 2000 году взял бронзу на юношеском чемпионате мира, который прошёл в Будапеште.

## Профессиональная карьера
Дебютировал в августе 2001 года.
В ноябре 2005 года состоялся бой между Чедом Доусоном и Яном Гарднером. Доусон победил техническим нокаутом.
В начале 2006 года Чед Доусон последовательно победил Джейсона Ноглера и Джейми Хирна.
В июне 2006 года встретился с Эриком Хардингом. В 1-м раунде встречным правым кроссом Хардинг отправил Доусона в нокдаун. В дальнейшем Доусон контролировал весь бой и выиграл по очкам единогласным решением.

#### Чемпионский бой с Томашем Адамеком
В феврале 2007 года состоялся бой между непобеждёнными чемпионом в полутяжёлом весе по версии WBC Томашом Адамеком и претендентом Чадом Доусоном. В 7-м раунде Доусон левым кроссом попал Адамеку в живот. Адамек упал и сразу же встал. Рефери отсчитал нокдаун. В 10-м раунде Адамек пробил короткий правый прямой в голову Доусона, отправив его в нокдаун, однако развить успех этой атаки и нокаутировать своего соперника ему не удалось. В итоге Доусон уверенно переиграл по очкам Адамека и стал новым чемпионом.
В июне 2007 года Доусон встретился с малоизвестным и явно проходным противником Хесусом Руисом. В 6-м раунде Доусон провёл серию ударов, одним из которых потряс Руиса. Руис не отвечал на удары, и рефери остановил бой.
В сентябре 2007 года Доусон встретился с ещё одним малоизвестным соперником — колумбийцем Эпифано Мендозой. Доусон доминировал весь бой. Ближе к концу 4-го раунда он прижал противника к канатам и начал избивать. Рефери надоело на это смотреть и он прекратил бой.

#### Бой с Гленом Джонсоном
В апреле 2008 года состоялся бой между Чедом Доусоном и Гленом Джонсоном. Бой получился зрелищным. Доусон работал 2-м номером, много двигаясь, а Джонсон пытался его догнать. Часто чемпион встречал претендента в результате чего получались зрелищные размены. В конце 10-го раунда Джонсон попал встречным правым хуком в голову чемпиона. Доусон пошатнулся, но не упал. Джонсон бросился его добивать. Доусон сразу же заклинчевал. Рефери разнял боксёров. Джонсон вновь начал добивать противника. Доусон смог продержаться до гонга. По окончании 12-ти раундов все трое судей отдали победу Доусону со счётом 116—112. Зал встретил решение недовольным гулом. В послематчевом интервью телеканалу Showtime Глен Джонсон заявил, что Доусону подарили победу, так как он является молодым перспективным боксёром.

#### Бой с Антонио Тарвером I
В октябре 2008 года состоялся бой между Чэдом Доусоном и чемпионом мира в полутяжёлом весе по версии IBF Антонио Тарвером. Ради этого боя Доусон отказался от обязательной защиты против Адриана Дьякону, за что был лишён титула WBC в полутяжёлом весе. Тарвер уступал противнику в скорости. По ходу встречи Тарвер был нехарактерно агрессивен, но скорость и преимущество в силе позволило Доусону выглядеть в этой встрече лучше и выиграть. Большинство своих ударов Доусон наносил многоударными сериями. В начале 12-го раунда Доусон пробил правый хук в голову. Тарвер не удержался, и кувыркнулся через ринг. Рефери отсчитал нокдаун. Тарвер не согласился с ним. По окончании поединка все судьи отдали победу Доусону.

#### Бой с АнтониоТарвером II
В мае 2009 года состоялся реванш между Чедом Доусоном и Антонио Тарвером. В первом поединке этих боксёров, состоявшемся в октябре 2008 года, Доусон перебоксировал Тарвера по итогам 12-раундового противостояния, отобрав у него чемпионское звание. В контракте на тот бой был пункт об обязательном реванше в случае победы Чеда. В реванше Доусону вновь удалось уверенно победить Тарвера по очкам. Несмотря на то, что Антонио удалось оказать более достойное сопротивление, чем в первом бою, Чед всё же уверенно перебоксировал 40-летнего оппонента решением судей. Специалисты же сошлись во мнении, что победил Тарвер.

#### Бой с Гленом Джонсоном II
7 ноября 2009 года состоялся реванш между чемпионом мира по версии IBO и временным чемпионом мира по версии WBC в полутяжёлом весе Чедом Доусоном и Гленом Джонсоном. По ходу боя оказалось, что оба противника подошли к этому противостоянию в отличных кондициях, и 40-летний Джонсон, который по традиции все время шёл вперед, пытался навязать Доусону размен ударами с самого первого гонга. Но вместо этого Чед, двигаясь из стороны в сторону, контратаковал джэбом, иногда ударной левой или вставлял боковые и апперкоты. Доусон был более точен в своих попаданиях, а Джонсон не смог придумать что-то новое в сравнении с предыдущим их поединком. Несмотря на это, бой снова оказался очень равным. Чед хорошо выглядел в 6-м и 11-м раундах, во всех же остальных моментах публика наблюдала лишь за постоянными джэбами Доусона.

#### Бой с Жаном Паскалем
В августе 2010 Доусон вышел на ринг против чемпиона мира в полутяжёлом весе по версии WBC — канадца Жана Паскаля. Бой проходил в Канаде. Паскаль весь бой устраивал Доусону затяжные атаки с большим количеством выбрасываемых ударов. В 9-м раунде Доусон сделал ставку на удар и смог потрясти Паскаля, но вытянуть из этой ситуации что-то большее так и не смог. Повторить попытку нокаутировать противника Чед предпринял в 11-м раунде, и, казалось, у него есть неплохие шансы на это, пока после одного из эпизодов не произошло неумышленное столкновение головами, после которого у Доусона над левым глазом образовалось рассечение, которое не позволило ему продолжать бой. При подсчёте очков оказалось, что на этот момент на судейских записках лидировал Паскаль, одержавший победу техническим решением. В условиях контракта боя присутствовал пункт о реванше, но у Паскаля было право на промежуточный поединок перед этим.

#### Бой с Адрианом Дьякону
В мае 2011 Чед Доусон впервые вышел на ринг после поражения от Жана Паскаля в августе 2010 года. Соперником был румынский боксёр Адриан Дьякону, который также встречался с Паскалем в 2009 году, дважды проиграв по очкам. Несмотря на многочисленные попытки агрессивного румына, Доусон сумел избежать опасности благодаря отменным действиям в защите, а превосходство в точности позволило Чеду выиграть бой единогласным решением судей. Поединок проходил в рамках шоу, организованного телеканалом HBO, главным событием которого был 2-й бой Жан Паскаль — Бернард Хопкинс. Победив Дьякону, Доусон получил гарантированное право на встречу с победителем реванша Паскаля и Хопкинса.

#### Бой с Бернардом Хопкинсом I
В октябре 2011 года Доусон вышел на ринг против 46-летнего чемпиона мира в полутяжёлом весе по версии WBC Бернарда Хопкинса. 1-й раунд прошёл с небольшим преимуществом более активного в атаке Доусона, работавшего первым номером, доставшего голову Хопкинса несколькими джебами и отметившегося хорошей трехударной серией у канатов. Во 2-м раунде поединок выровнялся, но только потому, что Хопкинс каждую атаку — соперника или собственную — сводил к клинчу. После одного из таких эпизодов, когда Бернард промахнулся справа по пригнувшемуся Доусону и не медля навалился на него всей массой тела, Доусон резко разогнулся, сбросив Хопкинса с себя. Хопкинс приземлился крайне неудачно, повредив левую руку, и не смог продолжить встречу. Взаимная перепалка команд соперников продолжалась и до, и после вердикта рефери, присудившего победу Доусону техническим нокаутом во 2-м раунде. Результат боя вызвал большое количество споров, так как в этом случае, по мнению многих, бой должен был быть признан несостоявшимся. Неделю спустя после боя комитет WBC вернул Хопкинсу титул, а результат поединка был заменён на техническую ничью.

#### Бой с Бернардом Хопкинсом II
В апреле 2012 года состоялся реванш Бернарда Хопкинса и Чеда Доусона. Вопреки ожиданиям, преимущество Доусона не оказалось существенным. Хопкинс боксировал в своем фирменном стиле, перемежая резкие наскоки с дистанции и борьбу в клинчах. В большинстве эпизодов на ринге шла равная борьба, иногда Чеду удавалось склонить чашу весов в свою пользу благодаря большей активности. В 4-м раунде после столкновения головами Доусон получил рассечение над левым глазом, а во второй половине боя атаки боксёров все чаще стали оборачиваться клинчами. В концовке боя Хопкинс пошёл на обострение и выровнял ситуацию в ринге, но по итогам 12-раундового противостояния победа большинством голосов судей досталась Доусону: 114-114 и дважды 117-111.

### Спад в карьере

#### Бой с Андре Уордом во втором среднем весе
В сентябре 2012 года Уорд встретился с чемпионом мира в полутяжёлом весе Чедом Доусоном. Ради этого боя Доусон спустился в суперсредний вес, в котором не выступал с 2006 года. В первом раунде Доусон выглядел лучше чемпиона. Во втором раунде Уорд приспособился к Доусону и захватил инициативу. В конце третьего раунда Уорд левым прямым послал Доусона в нокдаун. Доусон выглядел потрясённым, но Уорд не сумел его добить. В начале четвёртого раунда после левого хука Уорда Доусон снова оказался на полу. Доусон встал и смог достоять до конца раунда. В дальнейшем Уорд продолжал избивать Доусона. В седьмом раунде Доусон не нанес ни одного точного удара. В десятом раунде Уорд опять отправил Доусона в нокдаун. Доусон поднялся, но рефери Стив Смугер остановил бой.

#### Бой с Адонисом Стивенсоном
В июне 2013 года Доусон провёл бой с канадцем Адонисом Стивенсоном. В конце первой минуты первого раунда Доусон попытался нанести правый хук, но пропустил встречный левый хук Стивенсона в висок. Доусон упал на помост, смог подняться на счет рефери, но не восстановил координацию движений. Рефери принял решение остановить бой. Для Доусона это стало вторым подряд досрочным поражением в профессиональной карьера. Данный нокаут был признан «Нокаутом года» по версии журнала Ринг.

#### Бой с Томми Карпенси
4 октября 2014 года Доусон  встретился с обладателем титула NABA бывшим претендентом на титул чемпиона мира  Томми Карпенси. Равный и проходивший с переменным успехом поединок, в котором один не мог, а другой не хотел отметиться чем-то действительно серьёзным и запоминающимся, но результат получился в пользу Карпенси раздельным решением судей: 96-94 Доусону и дважды по 96-94 Томми. Капенси, сенсационно победивший Доусона за это получил шанс выйти  на бой за титул чемпиона мира против канадца Адониса Стивенсона.

#### Бой с Корнелиусом Уайтом
16 апреля 2016 года  Доусон уверенно справился с соотечественником Корнелиусом Уайтом (23-5, 17 КО), проведя первый в 2016 году поединок.Исход боя был предрешён в четвёртом раунде: Чед потряс визави ударом справа в висок, оттеснил к канатам и там разрядил безответную серию, вынудившую рефери прекратить встречу, не обращая внимания на протесты потерпевшего.

#### Бой с Анджеем Фонфарой
4 марта 2017 года  встретился с  Анджеем Фонфарой. Первые шесть раундов побеждал американец — за счёт преимущества в скорости и более аккуратных комбинаций трёхминутки уходили ему в зачёт. Ближе к 7-му раунду, однако, функционалка Чеда начала сбоить, после чего Фонфара принялся накатывать. В 9-м раунде поляку удалось свалить противника на настил ринга, а на первых секундах заключительного, 10-го, добить потрясённого Доусона. Пропустив тяжёлый удар справа, Чед зашатался, после чего пал жертвой агрессивного добивания в нейтральном углу.

## Список поединков
В таблице перечислены результаты всех поединков боксёров.
В каждой строке указан результат поединка. Дополнительно номер поединка обозначен цветом, который обозначает итог поединка. Расшифровка обозначений и цветов представлена в нижеследующей таблице.
| Пример | Расшифровка                     |
| ------ | ------------------------------- |
|        | Победа                          |
|        | Ничья                           |
|        | Поражение                       |
|        | Планируемый поединок            |
|        | Поединок признан несостоявшимся |
| КО     | Нокаут                          |
| ТКО    | Технический нокаут              |
| PTS    | Решение судей (по очкам)        |
| UD     | Единогласное решение судей      |
| MD     | Решение большинства судей       |
| SD     | Раздельное решение судей        |
| RTD    | Отказ от продолжения боя        |
| DQ     | Дисквалификация                 |
| NC     | Поединок признан несостоявшимся |

| Результат | Оппонент                  | Тип | Раунд, Время  | Дата             | Место                        | Дополнительно |
| --------- | ------------------------- | --- | ------------- | ---------------- | ---------------------------- | --- |
| 34-5-0-2  | Анджей Фонфара (28-4)     | TKO | 10 (10), 2:26 | 4 марта 2017     | США                          | |
| 34-4-0-2  | Корнелиус Уайт (23-4)     | TKO | 4 (10), 2:26  | 16 апреля 2016   | Машантакет, США              | |
| 33-4-0-2  | Дион Савэйдж (12-8)       | UD  | 10            | 8 декабря 2015   | Нью-Джерси, США              | Счёт: 100-90, 100-90, 100-90. |
| 32-4-0-2  | Томми Карпенси (23-4-1)   | SD  | 10            | 4 октября 2014   | Машантакет, США              | Счёт: 94-96, 94-96, 96-94. |
| 32-3-0-2  | Джордж Блейдз (23-5)      | KO  | 1 (10), 2:35  | 21 июня 2014     | Карсон, США                  | |
| 31-3-0-2  | Адонис Стивенсон (20-1)   | KO  | 1 (12), 0:58  | 8 июня 2013      | Монреаль, Канада             | Потерял титулы WBC и The Ring в полутяжёлом весе. |
| 31-2-0-2  | Андре Уорд (25-0)         | TKO | 10 (12), 2:45 | 8 сентября 2012  | Окленд, США                  | Бой за титулы WBA Super, WBC и The Ring во втором среднем весе. Доусон в нокдаунах в 3, 4, 10 раундах. Доусон отказался продолжать бой после третьего нокдауна. |
| 31-1-0-2  | Бернард Хопкинс (52-5-2)  | MD  | 12            | 28 апреля 2012   | Атлантик-Сити, США           | 117-111, 114-114, 117-111. Выиграл титулы WBC и The Ring в полутяжёлом весе.                                                                                    |
| 30-1-0-2  | Бернард Хопкинс (52-5-2)  | NC  | 2 (12), 2:48  | 15 октября 2011  | Атлантик-Сити, США           | Хопкинс упал на помост после толчка плечом со стороны Доусона и не смог продолжить бой.                                                                         |
| 30-1-0-1  | Адриан Дьякону (27-2)     | UD  | 12            | 21 мая 2011      | Монреаль, Канада             | Счёт: 117-111, 118-110, 116-112. |
| 29-1-0-1  | Жан Паскаль (25-1)        | TD  | 11 (12)       | 14 августа 2010  | Монреаль, Канада             | 101-108, 103-106, 103-106. Бой за титул WBC и вакантный титул The Ring в полутяжёлом весе.                                                                      |
| 29-0-0-1  | Глен Джонсон (49-12-2)    | UD  | 12            | 7 ноября 2009    | Хартфорд (Коннектикут), США  | 117-111, 115-113, 115-113. Выиграл временный титул WBC в полутяжёлом весе.                                                                                      |
| 28-0-0-1  | Антонио Тарвер (27-5)     | UD  | 12            | 9 мая 2009       | Лас-Вегас, США               | 117-111, 117-111, 116-112. Защитил титул IBF в полутяжёлом весе.                                                                                                |
| 27-0-0-1  | Антонио Тарвер (27-4)     | UD  | 12            | 11 октября 2008  | Лас-Вегас, США               | 118-109, 117-110, 117-110. Выиграл титул IBF в полутяжёлом весе.                                                                                                |
| 26-0-0-1  | Глен Джонсон (47-11-2)    | UD  | 12            | 12 апреля 2008   | Тампа, США                   | 116-112, 116-112, 116-112. Защитил титул WBC в полутяжёлом весе.                                                                                                |
| 25-0-0-1  | Эпифанио Мендоса (28-4-1) | TKO | 4 (12), 2:30  | 29 сентября 2007 | Сакраменто (Калифорния), США | Защитил титул WBC в полутяжёлом весе. |
| 24-0-0-1  | Хесус Руис (19-4)         | TKO | 6 (12), 2:00  | 9 июня 2007      | Хартфорд (Коннектикут), США  | Защитил титул WBC в полутяжёлом весе. |
| 23-0-0-1  | Томаш Адамек (31-0)       | UD  | 12            | 3 февраля 2007   | Киссими, Флорида, США        | 116-110, 117-109, 118-108. Выиграл титул WBC в полутяжёлом весе (первый титул чемпиона мира в карьере Доусона.                                                  |